# Tien-te Sheng-chiao
Tien-te Sheng-chiao is een religieuze groep, die bij 
Xian Tian Tao hoort. Xian Tian Tao is een groep van religieuze groepen. Deze religieuze groepen zijn voor de eenheid van het boeddhisme en andere godsdiensten. De grootste van de 
Xian Tian Tao-groepen is I-Kuan Tao.
Tien-te Sheng-chiao is in de Volksrepubliek China verboden. 